# 杜このみ
杜 このみ（もり このみ、1989年7月2日 - ）は、北海道札幌市出身の演歌歌手。細川たかし音楽事務所所属。夫は力士の髙安晃。2児の母。

## 略歴
4歳より民謡を習いはじめ、小学6年生で江差追分全国大会少年の部で当時史上最年少優勝を果たす。「日本民謡ヤングフェスティバル2006」優秀賞など数々の賞を受賞し、ヨーロッパやブラジルを訪問して民謡を披露している。2007年、18歳の時にNHK総合『それいけ!民謡うた祭り』出演を機に細川たかしに見出され師事。

### デビュー前
- 2012年
  - 10月19日、NHK北海道『北スペシャル〜すべてはこの日のために 江差追分全国50年 熱唱!ドキュメント』に出演した。
  - 12月、STVラジオ開局50周年企画「ラジオスターを探せ!!」最終オーディションでグランプリに選ばれ、2013年4月からSTVラジオ『杜このみ"ふわり"うたの旅』が放送開始。
- 2013年
  - 2月6日-11日、ニューヨークのカーネギーホールで林社中のメンバーの一人として民謡を演奏する[3]。

### デビュー後
- 2013年
  - 5月22日、テイチクレコードより「三味線わたり鳥」でデビュー。第55回日本レコード大賞新人賞を受賞した。
- 2014年
  - 4月から文化放送『走れ!歌謡曲』の木曜パーソナリティを担当。
- 2015年
  - 6月12日、東京・日本橋三井ホールにてファーストソロコンサートを開催。演歌と民謡17曲を披露した。
  - 7月10日-31日、大阪・新歌舞伎座で行われた「福田こうへい特別公演」にゲスト出演、芝居に初挑戦した。
  - 10月17日、韓国ソウル市内で行われた日韓国交正常化50周年記念「日韓カラオケ大会」にゲスト出演し、シングル「追分みなと」・日本の民謡「江差追分」・韓国民謡「アリラン」（韓国語でのアカペラ）など5曲を歌唱[4][5][6][7]。
- 2016年
  - 4月13日、公式ブログをリニューアル。また、『鴎の海峡号』として事務所の車に新曲「鴎の海峡」の広告を施した[8]。
  - 4月24日、「第61回赤羽馬鹿祭り」にゲスト参加。杜を「平成の美空ひばり」と絶賛していた野村克也とともに、オープンカーでパレードした[9][10]。
- 2017年
  - 11月15日、第59回日本レコード大賞（TBSテレビ・ラジオ）「日本作曲家協会選奨」を受賞する[11]。茨城県境町の『境町観光親善大使』に任命され、杜このみ境町後援会の発足式に立ち会った[12]。
- 2018年
  - 1月24日、6枚目のシングル「くちなし雨情／函館夜景」をリリース。オリコン演歌・歌謡曲チャートデイリー1位、初週ウィークリー1位を獲得[13][14]。総合ウィークリーでも19位で自己最高となった[15]。
- 2020年
  - 8月6日、力士の髙安晃と7月中旬に結婚し第1子を妊娠中であると発表[1]。
- 2021年
  - 2月19日、第1子女児出産を報告[16]。
- 2022年
  - 3月1日、第2子妊娠を公表[17]。
  - 8月20日、第2子男児出産を報告[2]。
- 2023年
  - 6月12日、北海道神宮で挙式[18]。

- 2025年
  - 5月11日放送のフジテレビ『千鳥の鬼レンチャン』に出演し、10曲のサビを音程を外さずに歌いきる「サビだけカラオケ」企画にて、番組史上初となる演歌歌手による初登場での鬼レンチャンを達成[19]。出演者であるかまいたちの山内健司からは「推せる」と絶賛され、放送中でもSNSでは「スターが出てきた」「うますぎた」「時代が来た」「凄かった」など称賛の声が相次ぎ、関連ワードがトレンド入りするなど反響を呼んだ。また番組中では師匠・細川たかしのMV『男船』に関して杜自ら、この歌と変わった世界観とのギャップにも触れ、その後同曲のYouTube上では視聴者からのコメントが溢れて再生回数も20万回を突破した[20]。

## 人物・エピソード
- 好きな男性のタイプは、笑顔が素敵な癒やし系の人[21]。
- デビュー当時から先輩歌手の石原詢子に似ていると言われ、石原を姉のように慕っている[22]。石原も杜を「妹のような存在」、髙安を「推し」と述べており、杜とのツーショットや髙安も含めたスリーショットを公開している[23][24]。
- 結婚前、師匠の細川たかしには「（嫁に）行ったとしても帰ってくるよ」と言われていた[21]。
- 細川は田子ノ浦部屋後援会の名誉会長を務めており[25]、その関係から千秋楽パーティーでたびたび顔を合わせたことが高安とのなれそめである[26]。
- チーズ[27]・ヨーグルトが大好物であるが[28]、細川は乳製品が苦手なため、匂いのする物を細川の前で食べることは厳禁である[29]。
- 夫の髙安は、日本相撲協会の力士アンケートにて「Q.好きなアーティスト A.杜このみ」と答えており[30]、実際に自身の後援会との食事会で「妻の新曲なんですけど…聴いてみてくれますか。」と杜のCDを持参するなど、一番のファンだと公言しているという。

## ディスコグラフィ

### シングル
- すべてテイチクエンタテインメントからリリース。

| #  | 発売日         | 曲順 | タイトル                                | 作詞         | 作曲       | 編曲       | オリコン 最高順位 | 規格品番                  |
| -- | -------------- | ---- | --------------------------------------- | ------------ | ---------- | ---------- | ----------------- | ------------------------- |
| 1  | 2013年 5月22日 | 01   | 三味線わたり鳥                          | 高田ひろお   | 聖川湧     | 丸山雅仁   | -                 | TECA-12450                |
| 1  | 2013年 5月22日 | 02   | 江差初しぐれ                            | 志賀大介     | 聖川湧     | 丸山雅仁   | -                 | TECA-12450                |
| 2  | 2014年 3月19日 | 01   | のぞみ酒                                | 聖川湧       | 聖川湧     | 前田俊明   | 49位              | TECA-12507                |
| 2  | 2014年 3月19日 | 02   | 初恋えんか節                            | 志賀大介     | 聖川湧     | 丸山雅仁   | 49位              | TECA-12507                |
| 3  | 2015年 2月4日  | 01   | 追分みなと                              | 池田充男     | 聖川湧     | 丸山雅仁   | 29位              | TECA-12573 (通常盤)       |
| 3  | 2015年 2月4日  | 02   | くれないおけさ                          | 久仁京介     | 聖川湧     | 丸山雅仁   | 29位              | TECA-12573 (通常盤)       |
| 3  | 2015年 7月8日  | 02   | 江差追分－前唄－                        | 北海道民謡   | 北海道民謡 | 北海道民謡 | 29位              | TECA-13617 (民謡盤)       |
| 3  | 2015年 7月8日  | 03   | 江差追分－前唄－ (アコースティックVer.) | 北海道民謡   | 北海道民謡 | 工藤拓人   | 29位              | TECA-13617 (民謡盤)       |
| 3  | 2015年 7月8日  | 04   | こきりこ節(ジャズVer.)                  | 富山県民謡   | 富山県民謡 | 工藤拓人   | 29位              | TECA-13617 (民謡盤)       |
| 4  | 2016年 4月20日 | 01   | 鴎の海峡                                | 石原信一     | 桧原さとし | 伊戸のりお | 25位              | TECA-13654 (通常盤)       |
| 4  | 2016年 4月20日 | 02   | 花いちもんめ                            | 下地亜記子   | 桧原さとし | 伊戸のりお | 25位              | TECA-13654 (通常盤)       |
| 4  | 2016年 8月31日 | 02   | 真赤な太陽                              | 吉岡治       | 原信夫     | 伊戸のりお | 25位              | TECA-13706 (赤盤)         |
| 4  | 2016年 8月31日 | 03   | 夢一夜                                  | 阿木燿子     | 南こうせつ | 田代修二   | 25位              | TECA-13706 (赤盤)         |
| 4  | 2016年 8月31日 | 02   | 秋田長持唄                              | 秋田県民謡   | 秋田県民謡 | 秋田県民謡 | 25位              | TECA-13707 (緑盤)         |
| 4  | 2016年 8月31日 | 03   | 津軽じょんから節                        | 青森県民謡   | 青森県民謡 | 青森県民謡 | 25位              | TECA-13707 (緑盤)         |
| 5  | 2017年 3月22日 | 01   | 残んの月                                | 麻こよみ     | 徳久広司   | 南郷達也   | 26位              | TECA-13747 (通常盤)       |
| 5  | 2017年 3月22日 | 02   | 湯けむり情話                            | 石本美由起   | 南郷孝     | 伊戸のりお | 26位              | TECA-13747 (通常盤)       |
| 5  | 2017年 7月19日 | 02   | 紫陽花みれん                            | 麻こよみ     | 徳久広司   | 南郷達也   | 26位              | TECA-13772 (緑盤)         |
| 5  | 2017年 9月20日 | 02   | 尾道海道                                | 坂口照幸     | 四方章人   | 前田俊明   | 26位              | TECA-13793 (青盤)         |
| 6  | 2018年 1月24日 | 01   | くちなし雨情                            | 仁井谷俊也   | 弦哲也     | 南郷達也   | 19位              | TECA-13818 (通常盤)       |
| 6  | 2018年 1月24日 | 02   | 函館夜景                                | 仁井谷俊也   | 弦哲也     | 南郷達也   | 19位              | TECA-13818 (通常盤)       |
| 6  | 2018年 6月20日 | 03   | 萩の雨                                  | 仁井谷俊也   | 弦哲也     | 南郷達也   | 19位              | TECA-13851 (アクア盤)     |
| 6  | 2018年 9月19日 | 03   | このみ音頭                              | 麻こよみ     | 宮下健治   | 南郷達也   | 19位              | TECA-13879 (ミント盤)     |
| 7  | 2019年 3月6日  | 01   | 花は苦労の風に咲く                      | 坂口照幸     | 岡千秋     | 南郷達也   | 24位              | TECA-13818 (通常盤)       |
| 7  | 2019年 3月6日  | 02   | めぐり雨                                | 坂口照幸     | 岡千秋     | 南郷達也   | 24位              | TECA-13818 (通常盤)       |
| 7  | 2019年 6月19日 | 03   | 時の流れに身をまかせ                    | 荒木とよひさ | 三木たかし | 田代修二   | 24位              | TECA-13937 (ラベンダー盤) |
| 8  | 2019年 9月4日  | 01   | 王手!                                   | 多手石松観   | 市川昭介   | 南郷達也   | 34位              | TECA-13951                |
| 8  | 2019年 9月4日  | 02   | おさらば故郷さん                        | 西沢爽       | 和田香苗   | 石倉重信   | 34位              | TECA-13951                |
| 9  | 2020年 6月17日 | 01   | 郷愁おけさ                              | 久仁京介     | 四方章人   | 南郷達也   | 11位              | TECA-20029                |
| 9  | 2020年 6月17日 | 02   | 云わぬが花よ                            | 久仁京介     | 四方章人   | 南郷達也   | 11位              | TECA-20029                |
| 10 | 2023年 6月21日 | 01   | 葦風峠                                  | 円香乃       | 岡千秋     | 南郷達也   | -                 | TECA-23032                |
| 10 | 2023年 6月21日 | 02   | みなと桟橋                              | 円香乃       | 岡千秋     | 南郷達也   | -                 | TECA-23032                |
| 11 | 2024年 7月17日 | 01   | 夕霧港                                  | 円香乃       | 岡千秋     | 南郷達也   | 48位              | TECA-24037                |
| 11 | 2024年 7月17日 | 02   | 明日を信じて                            | 円香乃       | 岡千秋     | 南郷達也   | 48位              | TECA-24037                |
| 12 | 2025年 7月2日  | 01   | 赤い満月                                | 麻こよみ     | 杉本眞人   | 佐藤和豊   | 44位              | TECA-25024                |
| 12 | 2025年 7月2日  | 02   | 横顔                                    | 麻こよみ     | 杉本眞人   | 佐藤和豊   | 44位              | TECA-25024                |

#### デュエット・シングル
| 発売日          | デュエット | 曲順 | タイトル                                  | 作詞     | 作曲     | 編曲           | 規格品番   |
| --------------- | ---------- | ---- | ----------------------------------------- | -------- | -------- | -------------- | ---------- |
| 2018年 10月24日 | 細川たかし | 01   | 新・応援歌、いきます                      | 糸井重里 | 岩﨑元是 | 野中"まさ"雄一 | TECA-13887 |
| 2018年 10月24日 | -          | 02   | 江差初しぐれ(江差追分入り) (歌：杜このみ) | 志賀大介 | 聖川湧   | 丸山雅仁       | TECA-13887 |

### アルバム

#### オリジナル・アルバム
| 発売日        | タイトル       | 規格品番  |
| ------------- | -------------- | --------- |
| 2014年8月20日 | いろはにほへと | TECE-3256 |

#### ベスト・アルバム
| 発売日         | タイトル                                        | 規格品番  |
| -------------- | ----------------------------------------------- | --------- |
| 2019年1月16日  | KONOMI SINGLE collection〜杜このみ シングル集〜 | TECE-3525 |
| 2020年12月16日 | KONOMI SINGLE collection 2                      | TECE-3617 |

#### カバー・アルバム
| 発売日        | タイトル           | 規格品番  |
| ------------- | ------------------ | --------- |
| 2024年8月28日 | KONOMI cover songs | TECE-3720 |

### 映像作品

#### ライブ
| 発売日         | タイトル                 | 規格 | 規格品番   |
| -------------- | ------------------------ | ---- | ---------- |
| 2015年10月21日 | 杜このみ 初リサイタル    | DVD  | TEBE-38196 |
| 2020年1月15日  | 杜このみ 7周年リサイタル | DVD  | TEBE-49289 |

#### ミュージック・ビデオ
| 発売日        | タイトル                                              | 規格 | 規格品番   |
| ------------- | ----------------------------------------------------- | ---- | ---------- |
| 2019年1月16日 | KONOMI MV collection〜杜このみ ミュージックビデオ集〜 | DVD  | TEBE-25268 |

## 出演

### ラジオ
- 杜このみ"ふわり"うたの旅（2013年4月 - 2021年3月、STVラジオ）
  - 2015年4月20日から月1回の放送に短縮
  - 2015年10月4日から「喜瀬ひろしのサンデーどんと歌謡曲」（日曜 18:00 - 19:00、STVラジオ）に内包
  - 2016年4月10日から「喜瀬と通夫の日曜楽楽生ワイド」（日曜 12:00 - 17:00、STVラジオ）内で16:30頃から放送
  - 2017年4月8日から久々に独立番組として復活
- 日野ミッドナイトグラフィティ 走れ!歌謡曲（2014年4月3日 - 2017年5月11日、文化放送）木曜（水曜深夜）担当
- 杜このみのモーリングコール♡（2015年5月2日 - 9月25日、東海ラジオ）土曜 5:30 - 5:40
- 杜このみのこのみうた♪（2015年10月4日 - 2021年3月、東海ラジオ）
  - 2015年10月4日 - 2016年3月27日まで「松原敬生の日曜も歌謡曲」（日曜 15:00 - 18:00）に内包
  - 2016年4月5日から、火曜 5:10 - 5:25に放送。

### CM
- 松下サービスセンター（北陸地区ローカル、師匠の細川たかしと共演）